# 룡게트
룡게트(카탈루냐어: llonguet)는 마요르카의 빵이다. 프렌치롤의 일종이며, "작은 프랑스빵"라는 뜻의 파네트 프란세스(카탈루냐어: panet francès)로도 불린다. 카탈루냐어에서 "작은 빵"이라는 뜻의 "파네트"가 "롤빵"을 가리키기 때문에, 말 그대로 "프랑스 롤빵"이라는 뜻이다. 윗면에 홈이 파여 있으며, 주로 엔트레파(샌드위치)를 만드는 데 쓰인다.
마요르카 팔마 주민들이 "룡게트"라는 별명으로 불리기도 한다.

## 같이 보기
- 프렌치롤